# Santa María de la Isla (kommunhuvudort)
Santa María de la Isla är en kommunhuvudort i Spanien.   Den ligger i provinsen Provincia de León och regionen Kastilien och Leon, i den nordvästra delen av landet, 280 km nordväst om huvudstaden Madrid. Santa María de la Isla ligger 787 meter över havet och antalet invånare är 624.
Terrängen runt Santa María de la Isla är platt. Runt Santa María de la Isla är det ganska glesbefolkat, med 22 invånare per kvadratkilometer. Närmaste större samhälle är Astorga, 15,5 km nordväst om Santa María de la Isla. Trakten runt Santa María de la Isla består till största delen av jordbruksmark.